# Южен горски ибис
Южен горски ибис (Geronticus calvus) е вид птица от семейство Ибисови (Threskiornithidae). Видът е световно застрашен, със статут Уязвим.

## Разпространение и местообитание
Разпространен е в Лесото, Свазиленд и Южна Африка.